# QRペディア
QRペディア（QRpedia）は、ウィキペディアの記事を閲覧者の選択した言語で提供するQRコードを活用したモバイル・ウェブシステム。 QRコードはどのURLのリンクも容易に生成することができるが、QRペディアのシステムはこれに拡張機能を与える。

## 仕組み

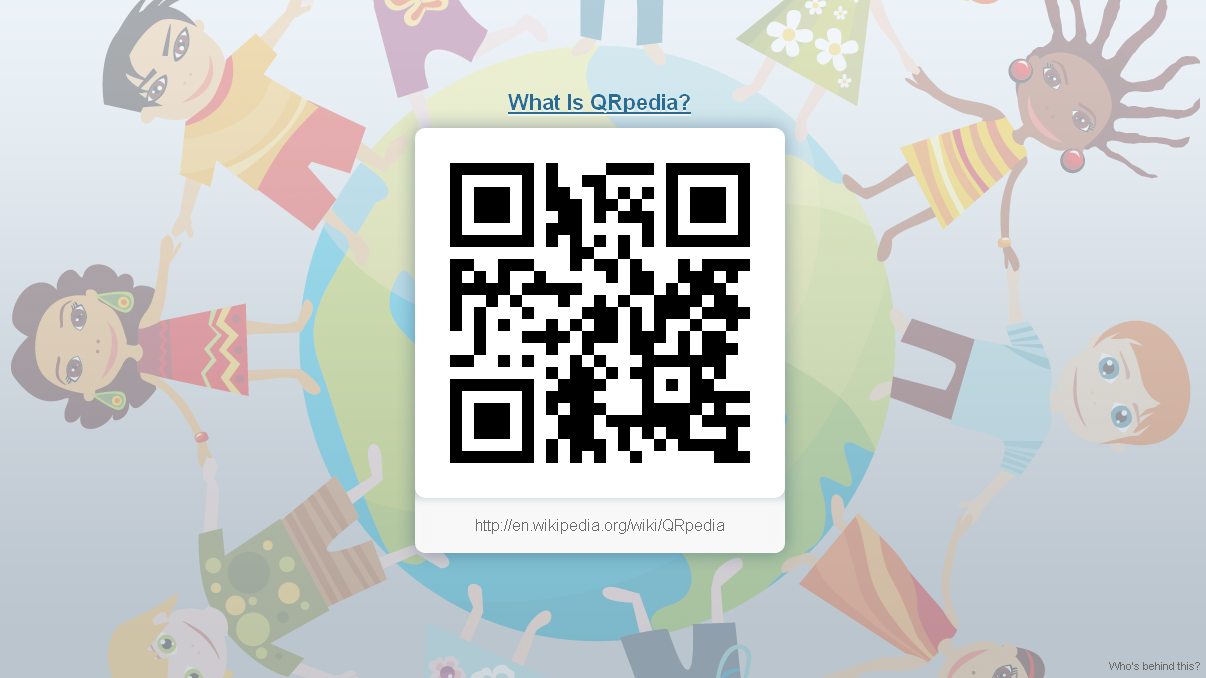
ホームページ上でのウィキペディアのURIの読み取りと、QRペディア用のQRコードの生成

携帯機器はQRペディアのQRコードを読み取ると、URIパスの最後の部分をウィキペディアの記事名（QRpedia）として、言語コードと ドメイン名「qrwp.org」を使って作成したコード（例：en.qrwp.org/QRpedia）を、Uniform Resource Locator（URL）へデコードしてQRペディアのWebサーバへURLで指定された記事のリクエストを送信する。また、携帯機器の言語設定も同時に送信される。
次に、QRペディアのサーバーはウィキペディアのAPIを使用し、ウィキペディアの当該記事のうち、携帯機器の言語設定と同じ言語のものが存在するかどうかを判断する。QRペディアのサーバーは、選択された言語で記事が存在した場合はモバイル端末での表示に最適化された記事を送り返し、記事が存在しなかった場合はウィキペディアの検索結果を表示する。
この方法により、博物館自身が翻訳を作成することが不可能な場合でも、一つのQRコードで同じ記事を多言語で提供することが可能になった。QRペディアは、使用状況に関する統計も蓄積する。

## 起源

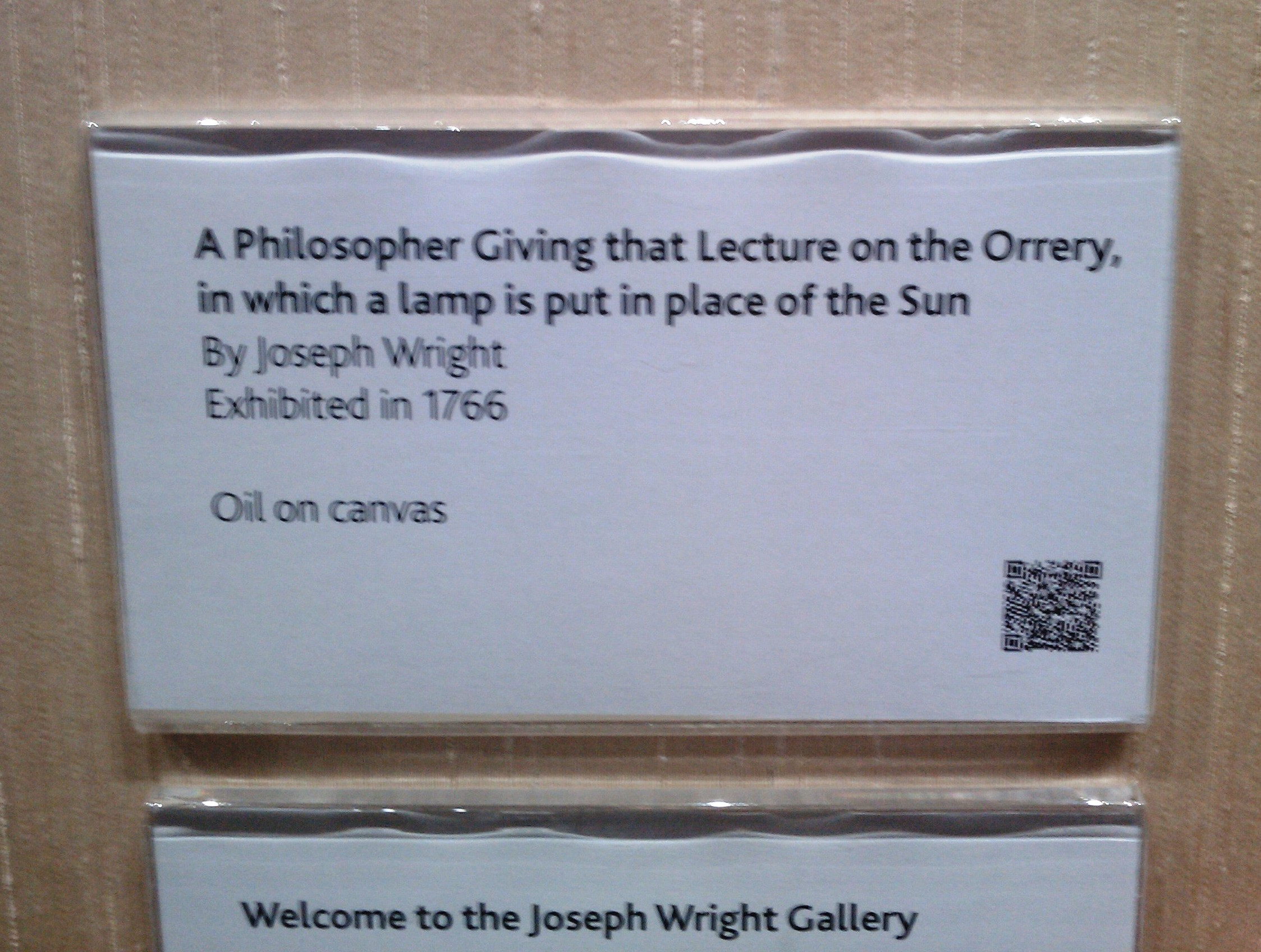
ダービー博物館・美術館で掲載されている太陽系儀の講義に関する記事のQRペディアコード。2011年8月時点で、記事は日本語・カタロニア語・エスペラント語・スウェーデン語・ポルトガル語・チェコ語・イタリア語・ロシア語を含む17言語で提供されている。

QRペディアはウィキメディア財団イギリス支部長のロジャー・バムキン、モバイル・ウェブ・コンサルタントのテレス・エデンらによって考案された。2011年4月9日 に、ダービー博物館・美術館のイベント「バックステージ・パス」でダービー博物館・美術館とウィキペディアの連携の一環であるGLAM/ダービーの一部として公開された。この連携では、1,200を越すウィキペディアの記事が様々な言語によって作成された。プロジェクト名は、Quick Response Code（QRコード）の頭文字である「QR」と「Wikipedia」のかばん語である。
プロジェクトのソース・コードはMIT License下において無料で再利用可能である。

## 導入例

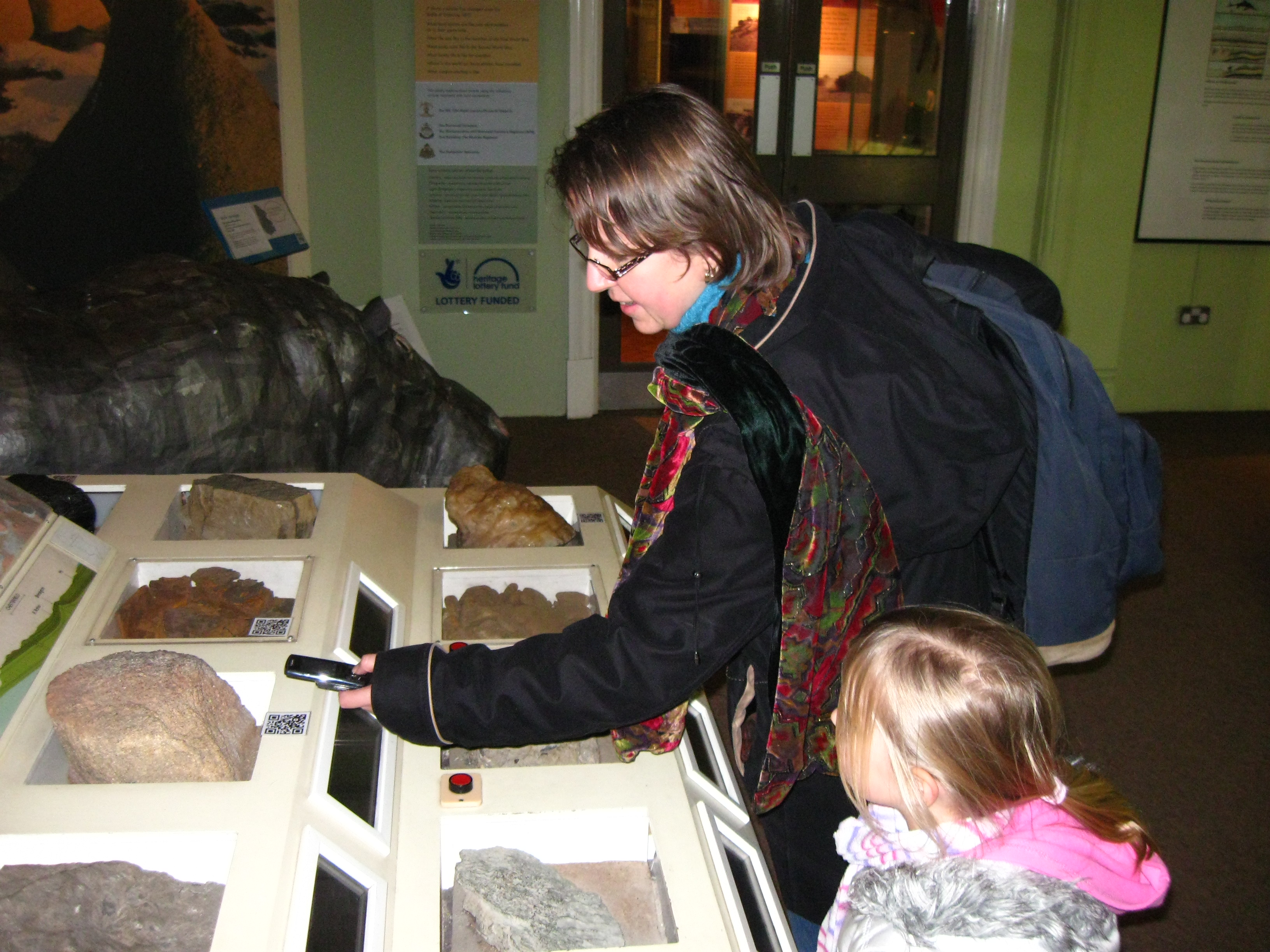
ダービー博物館・美術館への訪問者が携帯端末を使用してQRペディアのQRコードをスキャンしている

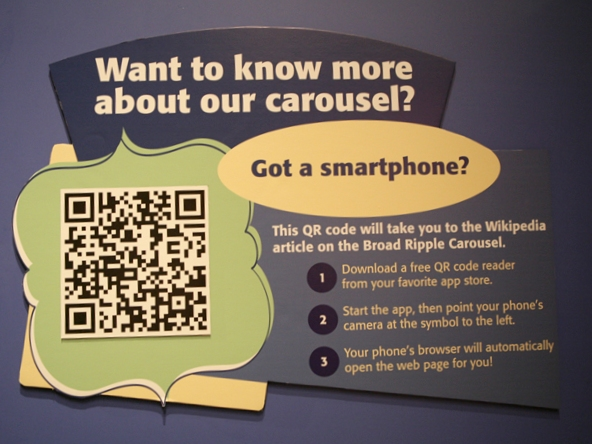
インディアナポリス子供博物館に掲示されているQRペディアのコード。メリーゴーランドに関する記事が閲覧できるようになっている。

QRペディアはイギリス発祥ではあるが、デジタル信号を送受信できる携帯端末が使用可能な地域ではどこでも使用可能である。2012年9月現在で導入されているのは以下の施設である。
- インディアナポリス子供博物館[2][11] - アメリカ合衆国
- 連邦議会共同墓地（英語版）[12]
- ダービー博物館・美術館[4] - イギリス
- エストニア・スポーツ博物館（英語版、エストニア語版）
- 司法美術博物館
- ミロ美術館[4][13]  - スペイン
- 国立公文書館 - イギリス[14][15]
- 国立コンピュータ博物館 - イギリス[16]
- ソフィア動物園（英語版、ブルガリア語版） - ブルガリア[17]
- モンマス - ウェールズ、ウィキペディアのモンマスペディアプロジェクトの一部[18]
- セント・ポール教会（英語版） - バーミンガム
- プラハ10（英語版、チェコ語版）のモニュメント[19]
- スコピエ動物園[20]